# Macroéconomie keynésienne
La macroéconomie keynésienne est l'interprétation de la macroéconomie proposée par John Maynard Keynes dans ses travaux, dont notamment la Théorie générale de l'emploi, de l'intérêt et de la monnaie. Basée sur des agrégats statistiques censés représenter des paramètres de l'économie d'un pays, la macroéconomie keynésienne a été, à l'époque de la domination de la synthèse néoclassique, l'orthodoxie économique.

## Concept
La macroéconomie keynésienne est la conception de la macroéconomie exposée par John Maynard Keynes dans ses divers ouvrages, au premier rang desquels la Théorie générale de l'emploi, de l'intérêt et de la monnaie de 1936. Elle a eu une influence prépondérante sur le développement de la macroéconomie, notamment à travers les successeurs de Keynes, les théoriciens de la synthèse néoclassique. L'expression de macroéconomie a, sous la synthèse néoclassique, été synonyme de keynésianisme.
La macroéconomie keynésienne est fondée sur l'identification de trois grands types d'agents économiques : les ménages, les entreprises et les banques. Les banques financent les entreprises par le crédit ; les entreprises investissent en elles-mêmes et génèrent du profit, qu'elles reversent en partie aux ménages. Les ménages vendent leur force de travail aux entreprises, et gagnent un salaire. Les agents dépensent en vertu de leur propension à consommer, et épargnent la partie de leur revenu qui n'est pas dépensé (propension à épargner).
La macroéconomie keynésienne a permis de justifier l'intervention de l'État et de la banque centrale dans l'économie.

## Identités fondamentales
Voici quelques lois développées par Keynes et ses émules.
Celles-ci sont des égalités comptables dans son modèle.
```
C + I = X
C + S = Y
X = Y
I = S
```

X: le produit national

Y: le revenu national

C: la consommation

I: l'investissement

S: l'épargne

```
C + I + EX - IM = PN
```

PN: Produit national

EX: Exportation

IM: Importation

```
RM + RE = RN
```

RN: le Revenu National

RM: le Revenu des ménages

RE: le Revenu des entreprises

```
C + I + EX - IM = PN = RN = RM + RE
```

```
C = RM + KM - SM
```

KM: le crédit des ménages

SM: l'épargne des ménages